# Hercules Pieterszoon Seghers
Hercules Pieterszoon Seghers (1589-1638), paisajista  holandés que trabajó en Haarlem y Ámsterdam. Se especializó en la pintura y el grabado de escenas de paisajes montañosos. Por el dramático contraste de luces y sombras, sus obras poseen una calidad mística y perturbadora; el ser humano queda reducido en ellas a una figura solitaria y ocasional en un marco intimidante. Fue uno de los artistas más originales de su época y el primero de los holandeses en realizar grabados en color. Ejerció gran influencia en artistas posteriores, entre los que puede citarse a Rembrandt.

## Trayectoria

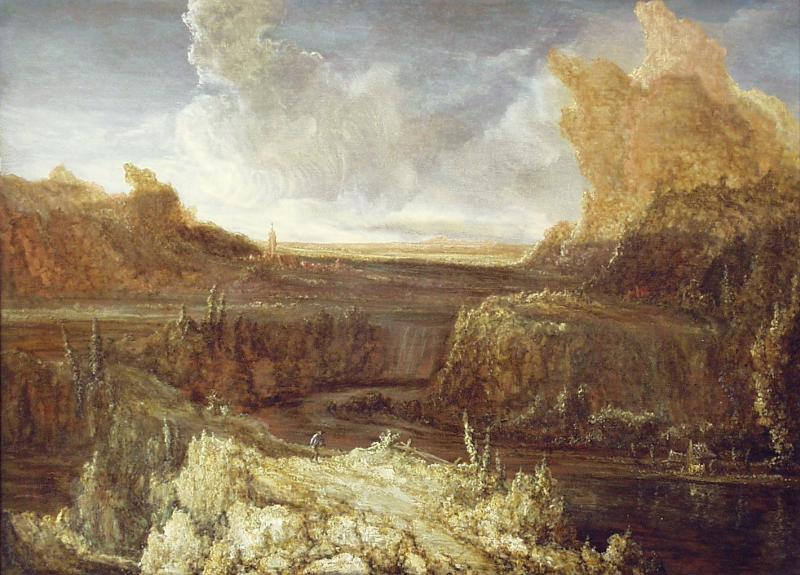
Paisaje montañoso, c. 1650; óleo sobre tabla de Seghers. Museo Bredius, La Haya: destruido por un incendio en octubre de 2007

Hércules nació en Haarlem, hijo de un comerciante de telas menonita, originario de Flandes, que se trasladó a Ámsterdam en 1596. Allí, Hércules fue aprendiz del destacado paisajista flamenco de la época, Gillis van Coninxloo, pero su aprendizaje probablemente fue interrumpido por la muerte de Coninxloo en 1606. Seghers y su padre compraron varias de sus obras en la subasta del contenido del estudio, al igual que Pieter Lastman. El padre de Seghers murió en 1612, después de lo cual regresó a Haarlem y se unió al Gremio de San Lucas de Haarlem.
Regresó a Ámsterdam en 1614 para obtener la custodia de una hija ilegítima, y al año siguiente se casó con Anneke van der Brugghen de Amberes, que era dieciséis años mayor que él. En 1620 compró una casa grande en Jordaan en el Lindengracht por unos 4.000 florines, pero a fines de la década de 1620 estaba muy endeudado y en 1631 tuvo que malvenderla. Desde su estudio en la parte superior de la casa, que fue derribado en 1912, tenía una magnífica vista del Noorderkerk recientemente terminado que se encuentra en algunos de sus grabados y pinturas.
En el mismo año 1631 se trasladó a Utrecht y comenzó a vender como marchante de arte. En 1633 se trasladó a La Haya. Parece haber muerto en 1638, cuando se menciona a Cornelia de Witte como viuda de un "Hércules Pieterz". Como gran parte de la documentación detallada de la vida de Segher, este vínculo depende de la supuesta rareza de su nombre de pila. Algunas fuentes posteriores dicen que Segers se dio a la bebida hacia el final de su vida y murió después de caerse por unas escaleras.
Su reputación póstuma fue impulsada por la Introducción a la Escuela Superior de Pintura de Samuel van Hoogstraten, que lo presentaba como un genio romántico avant la lettre, solitario, pobre e incomprendido, basándose principalmente en sus originales aguafuertes.
Samuel van Hoogstraten afirmó que casi nadie estaba interesado en las obras de Seghers en su propio tiempo y que fue solo después de su muerte que surgió el aprecio por su obra. Sin embargo, también hay otros informes que cuestionan esta afirmación. Rembrandt, por ejemplo, era un gran admirador suyo y poseía ocho cuadros de Seghers, según el documento sobre la venta de la casa de Rembrandt y su contenido en la Jodenbreestraat de Ámsterdam. El coleccionista contemporáneo Michiel Hinlopen también poseía 48 grabados de Seghers, que ahora forman parte de la colección del Rijksmuseum. Parece que tanto los grabados como las pinturas de Seghers fueron valorados y coleccionados durante su vida, aunque por un grupo selecto de entusiastas y artistas.

## Obra

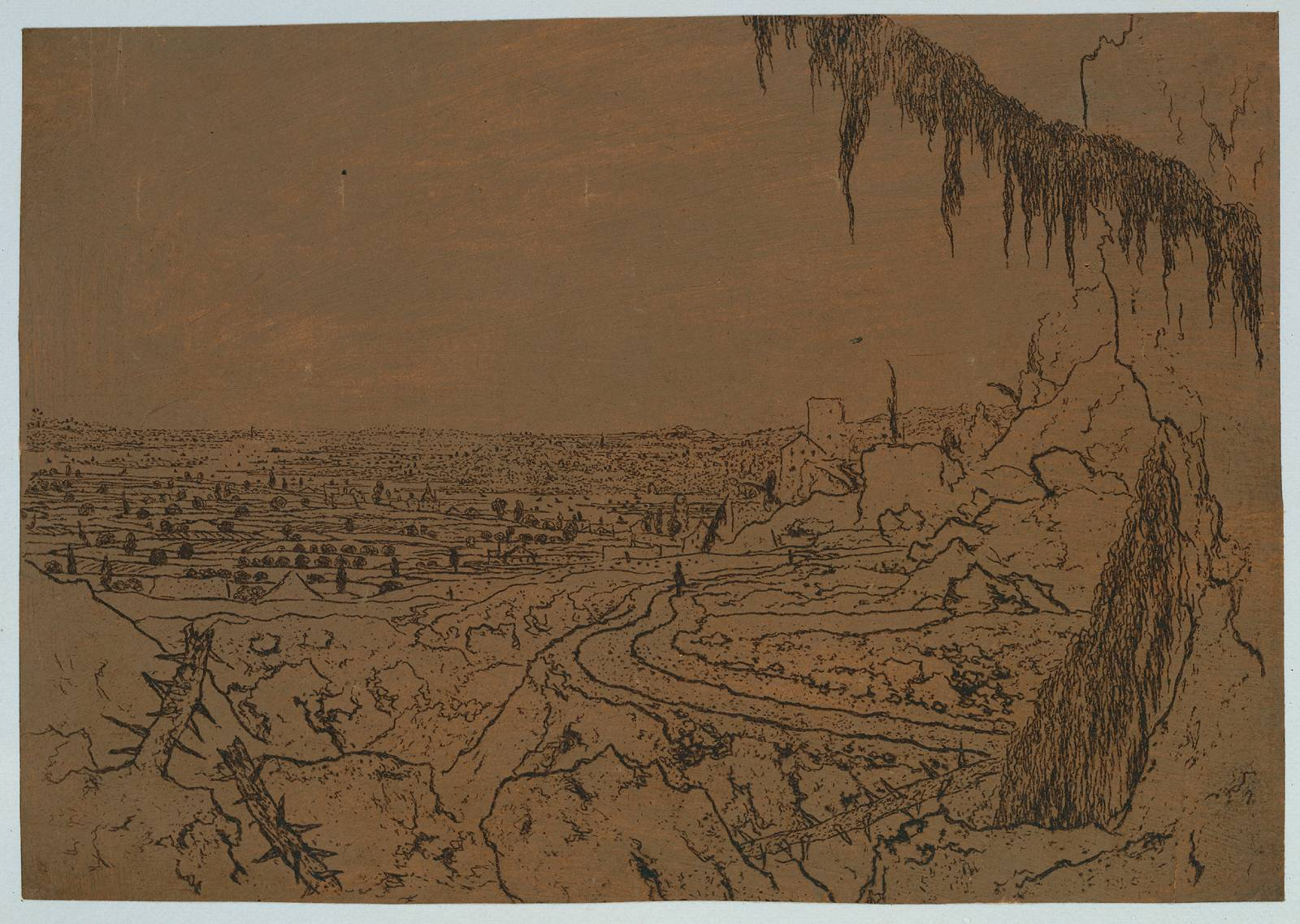
Paisaje con abeto, c. 1620-1630; aguafuerte sobre papel pintado, en el Rijksmuseum

### Grabados

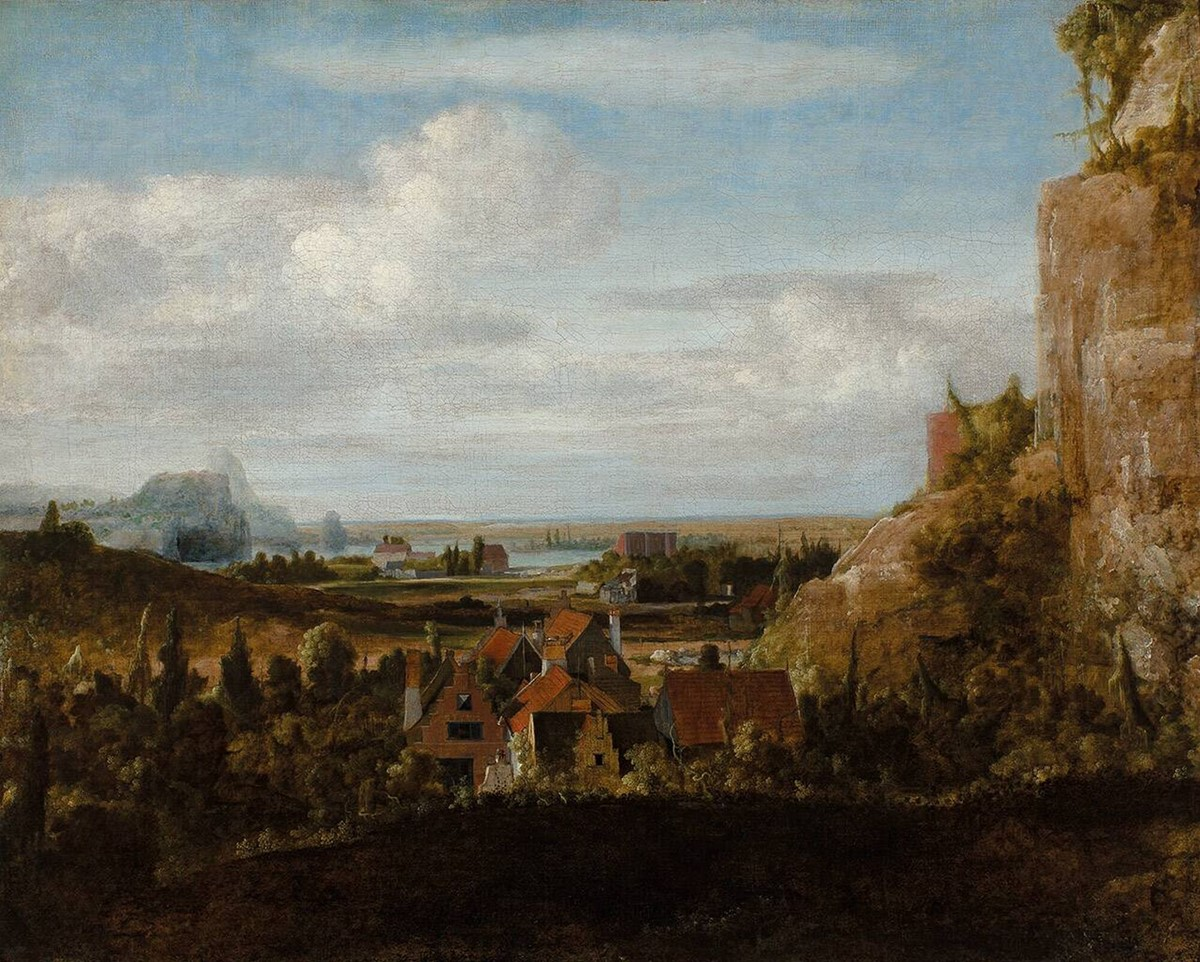
Hercules Seghers Paisaje

Seghers es conocido principalmente por sus grabados altamente innovadores, principalmente de paisajes, que a menudo se imprimían en papel o tela de colores, y con tinta de colores, o se coloreaban a mano y, a menudo, se recortaban a mano en diferentes tamaños. También hizo uso de la punta seca y una forma de aguatinta, así como otros efectos, como pasar tela gruesa a través de la prensa con la impresión, para obtener un efecto moteado.
En total, solo sobreviven 183 impresiones conocidas de sus cincuenta y cuatro placas y la mayoría se encuentran ahora en diferentes museos; la sala de grabados del Rijksmuseum tiene la mejor colección. Esto es una placa por cada tres impresiones, cuando otros artistas de su época imprimieron más de cien impresiones de una placa de aguafuerte. Rembrandt coleccionó las pinturas (tenía ocho) y grabados de Seghers, y adquirió una de sus planchas originales, Tobías y el ángel, que reelaboró en su propia Huida a Egipto, conservando mucho del paisaje Rembrandt también reelaboró la pintura Paisaje de montaña de Seghers, ahora en los Uffizi, considerada su mejor obra y su estilo paisajístico muestra cierta influencia de Seghers.
Aunque la datación de sus grabados sigue sin estar clara, se cree que su Ciudad con cuatro torres es uno de los grabados posteriores y, en comparación con las pinturas, data de alrededor de 1631. Dado el pequeño número de impresiones supervivientes, es poco probable que las impresiones fueran una fuente importante de ingresos para él. Su Pila de libros (ver el enlace del Rijksmuseum) es un tema de naturaleza muerta inusual para un grabado del siglo XVII.
Parece haber inventado la técnica de la aguatinta "mordida de azúcar", que fue redescubierta en Inglaterra más de un siglo después por Alexander Cozens (también se llama aguafuerte levantado).
Seghers parece ser el primero en aplicar o inventar la impresión en color. Solía grabar fuertemente sus placas, luego las pintaba con pintura al óleo y luego las imprimía en papel blanco o imprimado o en lino. Cada impresión se procesaba después, por lo que dos impresiones de la misma placa se ven completamente diferentes.
Sus grabados a menudo muestran paisajes de montañas rocosas, bosques y árboles, vistas de tierras llanas, castillos, ruinas y paisajes marinos. En sus paisajes, el acceso visual a menudo está bloqueado por rocas en primer plano, detrás de las cuales la escena se abre a un valle, a menudo rodeado de montañas irregulares. Si se miran de cerca, a veces se pueden encontrar cascadas y minúsculas figuras humanas caminando. Lo que llama la atención es el carácter único de sus estampados. Además, Seghers también variaba a menudo dentro de esa edición limitada de tres tiradas, cambiando la elección del color, el soporte o el procesamiento; como resultado, cada una de ellas se ha convertido finalmente en una pieza única. Algunas de las estampas de Seghers están impresas con tinta de imprenta negra sobre papel sin preparar, mientras que otras parecen más experimentos en varios colores. Los colores en acuarela o pintura al óleo, e incluso el barniz, también se usaban regularmente en el proceso de impresión.
Después de hacer una serie de impresiones, él mismo volvía a tomar la placa de cobre y la procesaba más, a menudo con una punta seca, lo que resultaba en un nuevo estado de la misma impresión. Se conocen de tres a cuatro estados diferentes para algunos motivos. Finalmente, después de la impresión, también cortaba cada impresión a su manera, lo que daba como resultado composiciones completamente nuevas.
Tanto la impresión con pintura como su exclusivo método de grabado crearon característicos efectos pictóricos en sus grabados, a menudo realzados por el uso de líneas quebradas y deshilachadas, que se han convertido en la firma de Seghers.

### Pinturas

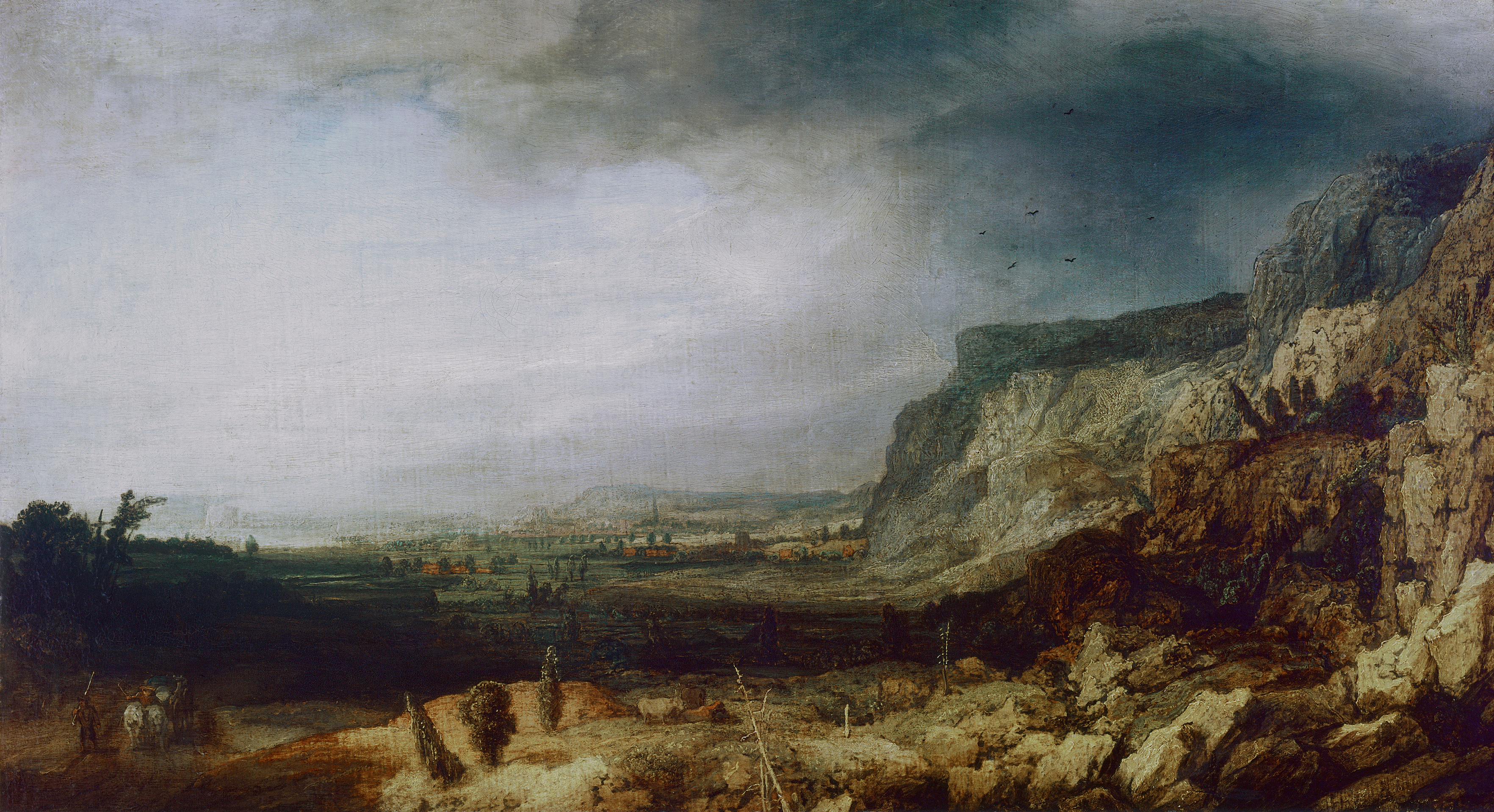
Paisaje, Hercules Pietersz Seghers

Hércules Seghers fue conocido por sus contemporáneos por sus pinturas de paisajes y bodegones. Sus pinturas también son raras, quizás solo quince sobreviven (una fue destruida en un incendio en octubre de 2007). El estatúder, Federico Enrique, príncipe de Orange, compró sus paisajes en 1632. Muchos de sus paisajes pintados son fantásticas composiciones montañosas, mientras que en sus grabados suele ser el enfoque técnico lo que es extremo, más que el tema.
Los paisajes pintados por Seghers tienden a mostrar una amplia vista horizontal, con énfasis en la tierra más que en el cielo. A dos de ellos en la Gemäldegalerie de Berlín se le agregaron tiras de cielo en la parte superior más adelante en su propio siglo XVII, para satisfacer un gusto diferente. Además de Coninxloo, Seghers se basó en la tradición paisajística flamenca, quizás especialmente en Joos de Momper y Roelandt Savery, pero también en los "aspectos fantásticos y visionarios de la pintura paisajista manierista". El inventario de 1680 de la colección del gran pintor de marinas Jan van de Cappelle, que poseía cinco cuadros de Seghers, describe uno como una vista de Bruselas, lo que, de ser correcto, presumiblemente significaría que Seghers viajó allí, probablemente cuando era joven, cuando su estilo era más flamenco.